# الوردية (أعزاز)
الوردية  قرية سوريّة تتبع إداريّاً لمحافظة حلب منطقة أعزاز ناحية مارع، بلغ تعداد سكانها 337 نسمة حسب التعداد السكاني لعام 2004.